# Odd Frantzen
Odd Bernhard Frantzen (ur. 20 stycznia 1913 w Bergen, zm. 2 października 1977 tamże) – piłkarz norweski grający na pozycji napastnika. W swojej karierze rozegrał 20 meczów w reprezentacji Norwegii i strzelił w nich 5 goli.

## Kariera klubowa
W swojej karierze piłkarskiej Frantzen grał w klubie SK Hardy z miasta Bergen.

## Kariera reprezentacyjna
W reprezentacji Norwegii Frantzen zadebiutował 7 sierpnia 1936 roku w wygranym 2:0 meczu igrzysk olimpijskich w Berlinie z Niemcami. Na tych igrzyskach zdobył z Norwegią brązowy medal. W 1938 roku został powołany do kadry na mistrzostwa świata we Francji. Na nich zagrał w meczu z Włochami (1:2). Od 1936 do 1939 roku rozegrał w kadrze narodowej 20 meczów i strzelił w nich 5 goli.